# Hyperion-Klasse
Die Hyperion-Klasse ist eine Baureihe von zwei Neopanamax-Kreuzfahrtschiffen, die speziell für den deutschsprachigen Markt des US-amerikanischen Kreuzfahrtunternehmens Carnival Corporation & plc auf der Werft des japanischen Konzerns Mitsubishi Heavy Industries in Nagasaki gebaut und seit 2016 von AIDA Cruises betrieben werden. Typschiff der Hyperion-Klasse ist die AIDAprima, die im März 2016 in Dienst gestellt wurde. Das Projekt wurde von wiederholten Verzögerungen überschattet, die erst zur zweimaligen Verschiebung der Jungfernreise des Typschiffs und schließlich zu deren Absage führten.
Mit einer Länge von 300 Metern und einer Breite von knapp 38 Metern stellt die Hyperion-Klasse die größte bis dahin für AIDA Cruises und den deutschsprachigen Kreuzfahrtmarkt gebaute Schiffsklasse dar. Die charakteristischen Merkmale der Hyperion-Schiffe mit 18 Decks sind der nahezu senkrechte Vordersteven sowie die Panoramaaufzüge samt Skywalk auf beiden Seiten des Hecks.

## Geschichte
Am 3. August 2011 gab Mitsubishi Heavy Industries die Vereinbarung mit Carnival Corporation & plc zum Bau zweier Kreuzfahrtschiffe auf der Werft MHI Nagasaki Shipyard & Engine Works bekannt. Der Gesamtpreis wurde mit 140.000 Euro pro Unterbett angegeben; dies entspricht einem realen Preis von etwa 455 Millionen Euro pro Schiff. In einer weltweiten Ausschreibung hatte sich das japanische Unternehmen unter anderem auch gegen die Meyer Werft in Papenburg durchgesetzt, wo seit 2005 die sieben Schiffe der Sphinx-Klasse entstanden. Im Rahmen der Unterzeichnung des Bauvertrags Anfang November 2011 wurde die Ablieferung der Neubauten für März 2015 sowie März 2016 angekündigt. Am 12. März 2012 bestätigte der Energie- und Automatisierungstechnik-Konzern ABB den Zuschlag für die Lieferung umfassender elektrischer Systeme für die beiden Neubauten. Zum Projektumfang gehören unter anderem Generatoren und Transformatoren für den Antrieb, Stromverteilung, die zugehörige Ausrüstung für die Energietechniksysteme sowie die „Azipod-XO“-Antriebssysteme. Das Auftragsvolumen wurde mit 60 Mio. US-$ beziffert. Die Kiellegung des ersten Schiffes mit der Baunummer 2300 auf der Tategami-Werft in Nagasaki erfolgte am 30. Juni 2013. Anfang Juli 2013 wurde aus dem MaK-Werk in Rostock der erste kombinierte Diesel-/Gasmotor (sog. „Dual-Fuel“-Motor) des Typs M46DF an die Bauwerft ausgeliefert. Am 8. Oktober 2013 gab AIDA Cruises den Namen des ersten Neubaues, AIDAprima, offiziell bekannt. Im Mai 2014 wurde die AIDAperla auf Kiel gelegt, der Name wurde im März 2016 bekannt gegeben.

### Verluste durch Verzögerungen beim Bau

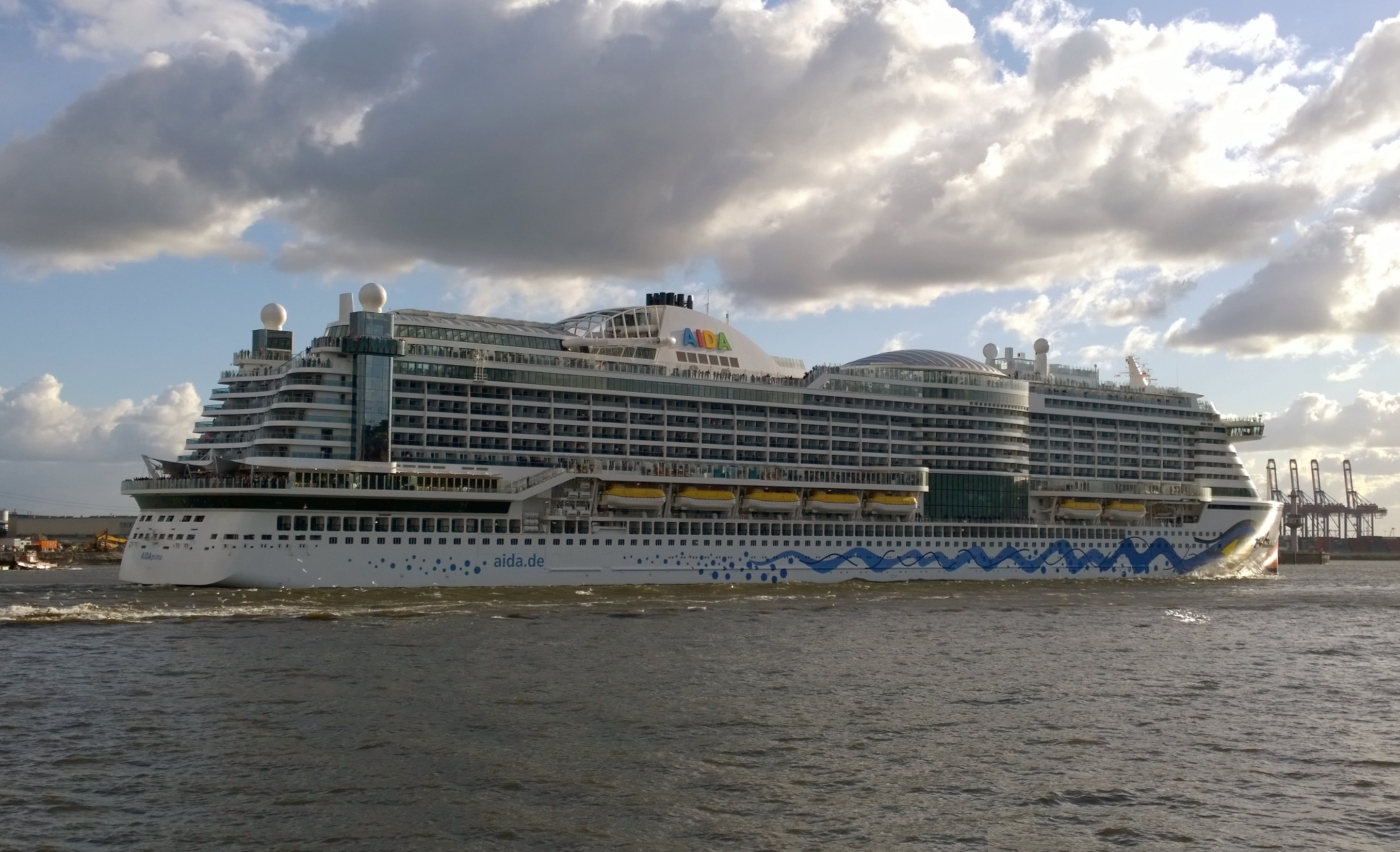
Die AIDAprima im April 2016 in Hamburg

Am 24. März 2014 kündigte Mitsubishi Heavy Industries für das Geschäftsjahr 2013 einen außerordentlichen Verlust in Höhe von rund 425 Millionen Euro an, der in Zusammenhang mit dem Bau der beiden Kreuzfahrtschiffe steht. Weitreichende Änderungen, insbesondere beim Entwurf der Kabinengestaltung, haben laut Mitsubishi Heavy Industries den ursprünglichen Kosten- und Zeitrahmen gesprengt.
Im Oktober 2014 wurde bekannt, dass auch der zweite Neubau nicht pünktlich abgeliefert werden kann. Für das Jahr 2014 machte die Werft Mitsubishi Heavy Industries erneut 283 Millionen Euro Verlust, der Gesamtverlust der Werft im Zusammenhang mit dem Bau der Hyperion-Klasse betrug bis dahin 738 Millionen Euro.
Anfang August 2015 bestätigte AIDA Cruises, dass sich die Ablieferung der AIDAprima erneut verzögert. Sie verließ die Werft schließlich am 14. März 2016 in Richtung Hamburg, nachdem sie an AIDA Cruises übergeben worden war.
Insgesamt erlitt Mitsubishi Heavy Industries im Zusammenhang mit der Hyperion-Klasse bisher (Stand März 2017) knapp 2,1 Milliarden US-$ Verlust.

## Schiffstechnik

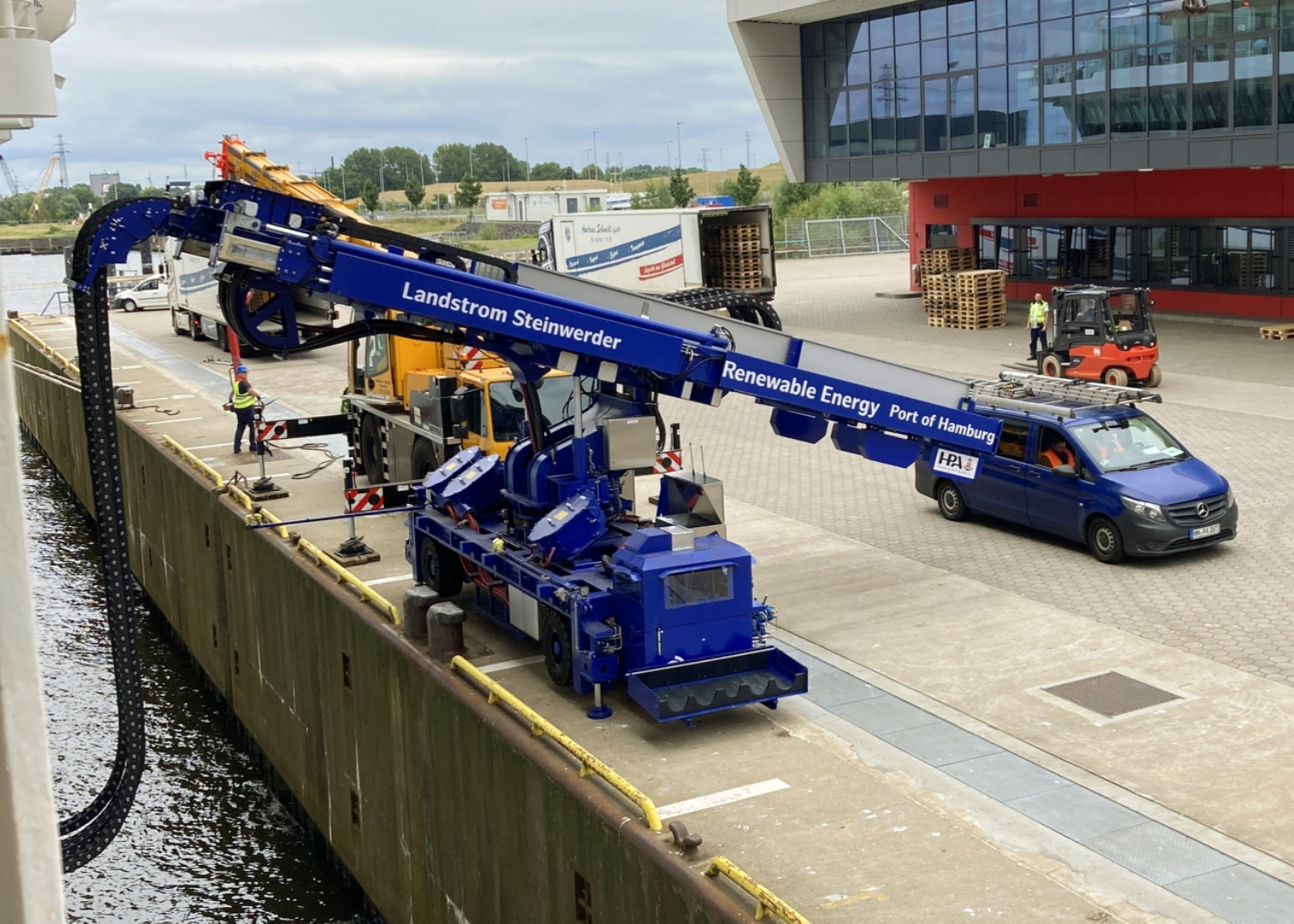
AIADprima mit angeschlossenem Landstromanschluss am Cruise Center Steinwerder

Die Schiffe der Hyperion-Klasse verfügen über ein Luftschmierungssystem für den Rumpf. Erstmals kommen bei Kreuzfahrtschiffen sogenannte „Dual-Fuel“-Motoren zum Einsatz, die auf See mit Dieselkraftstoff und während der Liegezeiten alternativ auch mit Flüssigerdgas (LNG) betrieben werden können.
AIDAprima wurde 2022 mit einem Lithium-Ionen-Batterie-Speichersystem mit einer Kapazität von 10 Megawattstunden ausgerüstet. Es wurde vom norwegischen Unternehmen Corvus Energy geliefert und besteht aus 1.760 einzelnen Batteriemodulen. Es kann sowohl zur Energieversorgung bei verschiedenen Schiffsmanövern auf See und beim An- und Ablegen als auch während des Hafenaufenthalts des Schiffes eingesetzt werden. Für einen begrenzten Zeitraum kann das Schiff somit auch in einem Null-Emissions-Modus gefahren werden. Die Akkumulatoren können auf See und per Landstrom aufgeladen werden. Zusätzlich kann die in den Batterien gespeicherte überschüssige Energie bei erhöhtem Bedarf („Peak-Shaving“) genutzt werden, um die Schiffsmotoren in einem konstant optimalen Leistungsbereich arbeiten zu lassen.

### Rumpf
Der Schiffsrumpf der Hyperion-Klasse ist das Resultat einer intensiven Zusammenarbeit der Reederei mit der Hamburgischen Schiffbau-Versuchsanstalt. In Versuchsreihen zeigte sich, dass insbesondere bei den projektierten Dienstgeschwindigkeiten zwischen 15 und 17 Knoten der Strömungswiderstand gegenüber dem Wellenbrechungsanteil in den Vordergrund tritt. So entstand eine schlanke Wasserlinie mit einem vergleichsweise kleinen Bugwulst und dem vertikalen Vordersteven, der oberhalb der Wasserlinie als Stilelement fortgesetzt wurde.
Darüber hinaus kommt auch eine von Mitsubishi entwickelte Luftschmierung für Schiffe („MALS“, Abkürzung für „Mitsubishi Air Lubrication System“; engl.: „Mitsubishi Luftschmierungssystem“) zum Einsatz. Bei diesem System wird unter dem Rumpf großflächig Luft ausgestoßen, die sich wie ein Schmierfilm an die Rumpfkontur anlegt und den Strömungswiderstand nochmals reduzieren soll. Die Bauwerft gibt eine Kraftstoffersparnis von etwa sieben Prozent an.

### Maschinenanlage

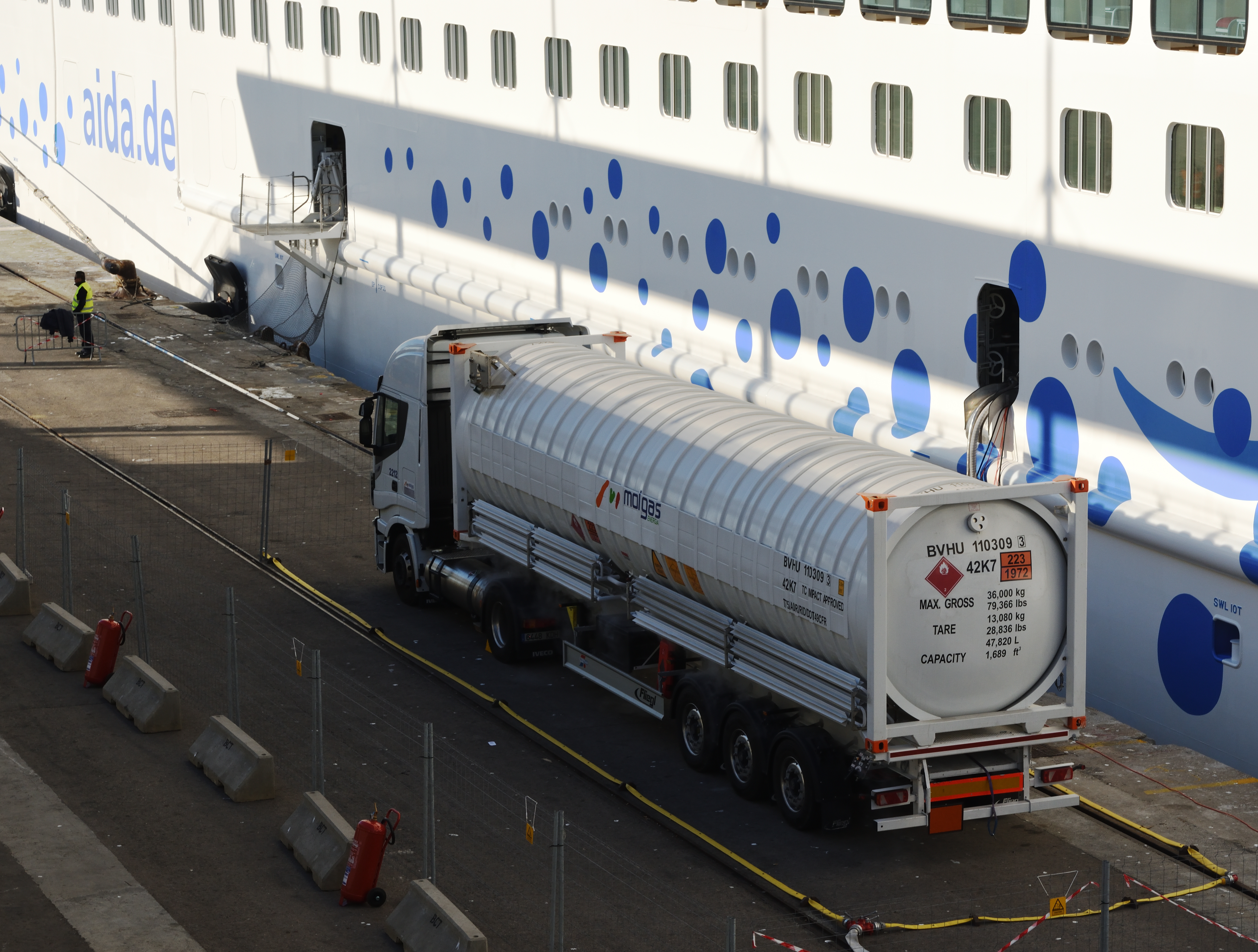
Betankung der AIDAperla mit Flüssiggas im Hafen von Barcelona

Die dieselelektrische Maschinenanlage der Hyperion-Klasse ist die erste ihrer Art, bei der neben drei konventionellen Schiffsdieselmotoren auch ein kombinierter Diesel-/Gasmotor zum Einsatz kommt. Jeder dieser Motoren treibt einen Drehstromgenerator an, der über Schaltanlagen und Transformatoren die elektrischen Verbraucher an Bord mit Energie versorgt.

#### Diesel-/Gasmotor
Der 12-Zylinder-V-Motor des Typs Caterpillar-MaK VM46DF wurde auf der Basis der Baureihe M43C entwickelt und arbeitet nach dem Dieselprinzip, bei Gasbetrieb nach dem Prinzip eines Zündstrahlmotors. Er kann auf See sowohl mit Schweröl (HFO) als auch mit Marinedieselöl (MGO) betrieben werden. Während der Liegezeiten in Häfen kann das Aggregat während des Laufs auf Gasbetrieb umgeschaltet werden und erfüllt dann die Abgasnormen IMO III und EPA Tier 4. Prinzipbedingt arbeitet der Motor bei Gasbetrieb nahezu rußfrei und reduziert somit die Feinstaubbelastung der Luft in den Häfen. Die Baureihe M46DF hat einen Hubraum von 101 Liter/Zylinder und entwickelt bei einer Drehzahl von 514/min eine Zylinderleistung von 900 kW. Der Motor hat ein Gewicht von etwa 160 Tonnen, ist rund zehn Meter lang und vier Meter hoch.

#### Dieselmotor
Die drei übrigen 12-Zylinder-V-Motoren des Typs Caterpillar-MaK M43C entsprechen in Leistungsdaten, Abmessungen und Gewicht der Baureihe M46DF. Der Hubraum beträgt circa 88 Liter/Zylinder. Die Baureihe, die unter anderem bereits in den Schiffen der Sphinx-Klasse als Neunzylinder-Reihenmotor verwendet wird, kann bei Bedarf auf den Konstruktionsstand des Typs M46DF umgerüstet werden.

### Antrieb
Als erste Neubauten für AIDA Cruises werden die Schiffe der Hyperion-Klasse von zwei neu entwickelten Propellergondeln des Typs ABB Azipod XO2100 angetrieben. Die beiden rundum steuerbaren Anlagen sind im Heck installiert und ermöglichen ein besonders ruhiges Fahrverhalten in Verbindung mit guten Manövriereigenschaften. In jeder Gondel befindet sich ein luftgekühlter Synchronmotor mit Erregermaschine, der eine Leistung von 14 MW (circa 19.000 PS) direkt auf einen in Fahrtrichtung nach vorn gerichteten Festpropeller überträgt. Im Vergleich zu den Azipod-Propellergondeln früherer Generationen sind die Anlagen des Typs XO strömungsgünstiger und wartungsfreundlicher. Die Steuerung erfolgt nicht mehr über hydraulische Antriebe, sondern über jeweils vier elektrische Getriebemotoren.
Im September 2018 musste die AIDAprima, nach Rückruf des Herstellers, zu einer notwendigen technischen Überprüfung der Azipods in eine Werft.

## Übersicht
| Name      | Baunummer | IMO     | Ablieferung    | Vermessung  | Eigner         | Status/Verbleib |
| --------- | --------- | ------- | -------------- | ----------- | -------------- | --------------- |
| AIDAprima | 2300      | 9636955 | 14. März 2016  | 125.572 BRZ | Costa Crociere | in Dienst       |
| AIDAperla | 2301      | 9636967 | 27. April 2017 | 125.572 BRZ | Costa Crociere | in Dienst       |